# 129P/Shoemaker-Levy
129P/Shoemaker-Levy lub 129P/Shoemaker-Levy 3 – kometa krótkookresowa, należąca do grupy komet typu Enckego.

## Odkrycie
Kometa została odkryta 7 lutego 1991 roku w Obserwatorium Palomar w Kalifornii. Jej odkrywcami jest trójka astronomów Carolyn Shoemaker, Eugene Shoemaker oraz David Levy.

## Orbita komety
Orbita komety 129P/Shoemaker-Levy ma kształt elipsy o mimośrodzie 0,085. Jej peryhelium znajduje się w odległości 3,91 j.a., aphelium zaś 4,64 j.a. od Słońca. Jej okres obiegu wokół Słońca wynosi 8,85 roku, nachylenie orbity do ekliptyki to wartość 3,44˚.
Obiektu tego nie należy mylić z kometą Shoemaker-Levy 9, która rozpadła się i zderzyła z Jowiszem.